# ليليا أدزاميتوفا
ليليا أدزاميتوفا (بالأوكرانية: Лейля Ільясівна Аджаметова)‏ هيَ متسابقة مضمار وميدان أوكرانية نافست في الألعاب البارالمبية الصيفية عام 2016 ضمن سباق 100 متر وَ400 متر، وفازت بالميدالية الذهبية في سباق 100 متر.
وُلدت ليليا في 3 سبتمبر 1994، وهي تُعاني من مشاكل بصرية، وتُقيم في مدينة خاركيف.

## روابط خارجية
- ليليا أدزاميتوفا على موقع Paralympic.org (الإنجليزية)
- ليليا أدزاميتوفا على موقع IPC.InfostradaSports.com (مؤرشف) (الإنجليزية)